# Nicolas Defrêcheux
Nicolas Defrêcheux, nacido en Lieja en 1825, fallecido en 1874, fue secretario del rectorado de la universidad de Lieja, antes de convertirse en bedel de la facultad de medicina de la misma universidad.
Después de escribir algunos ensayos literarios en lengua francesa, consiguió la fama en 1854 con una queja nostálgica de valón de Lieja. Publicó numerosas antologías de canciones valonas.